# Latouille-Lentillac
Latouille-Lentillac là một xã thuộc tỉnh Lot trong vùng Occitanie phía tây nam nước Pháp.